# 朱江 (岷源)
朱江（1868年—1914年），字岷源，廣州駐防漢軍旗人，1903年（清光緒二十九年）中舉人，官至內閣中書。清廷遜政後，奔走前陝甘總督升允，密謀匡複清朝。1913年（民國二年）春，朱江返回北京，仍與升允信息往還，蹤跡漸露。同年夏，升允在庫倫舉事，傳檄內地，以抗民國。北京政府派員四處搜查，朱江攜家小避往趙州，終為邏者偵悉，及逮送京師執法處，楚毒備嘗，不屈被害。1933年（民國二十二年，癸酉年）6月25日（閏五月初三日），遜帝溥儀贈諡“貞愍”。